# Mahfoud Ladjel
Mahfoud Ladjel est un ancien coureur cycliste algérien né le 8 mars 1936 à Alger. Il est le vainqueur du seul titre de champion d'Algérie de cyclo-cross mis en jeu[réf. nécessaire] en 1963 à Constantine.

## Palmarès
- 1963
  -  Champion d'Algérie de cyclo-cross
  - 37e des championnats du monde de cyclo-cross

- 1964
  - 41e des championnats du monde de cyclo-cross